# 아랍에미리트의 국기
아랍에미리트의 국기는 1971년 12월 2일에 제정되었다. 깃대 쪽으로 빨간색 세로 줄무늬와 초록색, 하얀색, 검은색으로 구성되어 있는 가로 줄무늬로 구성되어 있다. 초록색은 풍요로움을, 하얀색은 중립을, 검은색은 이슬람교의 예언자인 무함마드를, 빨간색은 단결을 의미한다.

## 색상
| 색상 | 빨강              | 초록               | 하양                  | 검정            |
| ---- | ----------------- | ------------------ | --------------------- | --------------- |
| RGB  | 255–0–0 (#FF0000) | 0–115–47 (#00732F) | 255–255–255 (#FFFFFF) | 0–0–0 (#000000) |

## 그 외의 기

상선기
대통령기
1973년부터 2008년까지의 대통령기

## 여러 토후국의 기

아부다비 토후국의 기
아지만 토후국과 두바이 토후국의 기
푸자이라 토후국의 기 (국기와 동일)
1952년부터 1972년까지 사용된 푸자이라 토후국의 기
라스알카이마 토후국과 샤르자 토후국의 기
움알쿠와인 토후국의 기

## 옛 국기

휴전 오만의 국기 1820년-1971년

## 같이 보기
- 아랍에미리트의 국장
- 휴전 오만